# Gerhard Gallinge
Gerhard Gallinge (* 1913; † 20. Juli oder 30. Juli 1974 in Berlin) war deutscher Trainer und Funktionär im Radsport.

## Leben
Gallinge war in seiner Jugend als Straßenradsportler aktiv. Anfang der 1950er Jahre wurde er Trainer beim SC Einheit Berlin und war maßgeblich an der Entwicklung von Nationalfahrern wie Jürgen Simon und Siegfried Köhler beteiligt. Mitte der 1950er Jahre bis 1966 war er Nationaltrainer für den Bahnradsport in der DDR. Sein Nachfolger wurde Dieter Herrmann. Bei den Medaillengewinnen im Tandemrennen (Jürgen Simon und Lothar Stäber) und in der Mannschaftsverfolgung bei den Olympischen Sommerspielen 1960 in Rom war er der verantwortliche Trainer. Ab 1966 bis zu seinem Tod war er als Verbandstrainer für den Bahnnachwuchs tätig.

## Familiäres
Sein Sohn Jürgen Gallinge war ebenfalls als Radsportfunktionär im Deutschen Radsport-Verband der DDR sowie in der Union Cycliste Internationale (UCI) tätig. Sein Bruder Werner Gallinge war DDR-Straßenmeister.